# La prima cosa bella/...e lavorare
La prima cosa bella/...e lavorare è un 45 giri di Nicola Di Bari, pubblicato nel 1970.

## Il disco
Entrambe le canzoni sono scritte da Mogol per il testo e da Nicola Di Bari per la musica.
Il disco ha raggiunto la posizione nº1 della classifica dei 45 giri più venduti in Italia

### La prima cosa bella
La canzone sul lato A, La prima cosa bella, ha partecipato in gara alla 20ª edizione del Festival di Sanremo nella doppia interpretazione del cantautore pugliese e dei Ricchi e Poveri, classificandosi seconda dietro a Chi non lavora non fa l'amore, proposta nella duplice versione della coppia Celentano-Mori. Il brano diviene uno dei più significativi della discografia di Nicola Di Bari ed un "classico" della canzone italiana in generale ed è stato poi inserito nell'album Nicola Di Bari, pubblicato nello stesso anno.
Nell'etichetta del disco è riportata l'indicazione produzione Numero Uno, che è la casa discografica di Lucio Battisti: infatti Battisti, ascoltato il pezzo di Di Bari, si offrì di registrare il provino, e suonò quindi la chitarra, facendosi accompagnare da Franz Di Cioccio, Damiano Dattoli, Andrea Sacchi e Flavio Premoli, musicisti che collaboravano spesso alle registrazioni di Battisti. L'arrangiatore Gianfranco Reverberi decise di utilizzare questa base, in quanto già ottima, aggiungendo l'orchestra d'archi arrangiata dallo stesso Reverberi.

#### Cover
All'inizio del 2010 il brano ha avuto una nuova popolarità, dando il titolo all'omonimo film diretto da Paolo Virzì e venendo reinterpretato da Malika Ayane, per la colonna sonora del film.

### ...e lavorare
Il brano inciso sul lato B, ...e lavorare, verrà incluso nell'album "Nicola Di Bari" dell'anno successivo.

## Tracce
- Lato A
  - La prima cosa bella – 3:07
- Lato B
  - ...e lavorare

## Formazione
- Nicola Di Bari – voce
- Franz Di Cioccio – batteria
- Damiano Dattoli – basso
- Andrea Sacchi – chitarra
- Lucio Battisti – chitarra, cori
- Flavio Premoli – tastiera